# غارهای رودخانه کلاسیس
غارهای رودخانه کلاسیس (انگلیسی: Klasies River Caves)، مجموعه‌ای از غارها هستند که در شرق دهانه رودخانه کلاسیس در ساحل Tsitsikamma در ناحیه Humansdorp در استان  کیپ شرقی، آفریقای جنوبی واقع شده‌اند. سایت رودخانه کلاسیس Main (KRM) شامل 3 غار اصلی و 2 پناهگاه است که در یک صخره در ساحل جنوبی کیپ شرقی قرار دارند.